# Euphorbia triaculeata
Euphorbia triaculeata är en törelväxtart som beskrevs av Peter Forsskål. Euphorbia triaculeata ingår i släktet törlar, och familjen törelväxter. Inga underarter finns listade i Catalogue of Life.